# Pseudoroegneria
Pseudoroegneria là một chi thực vật có hoa trong họ Hòa thảo (Poaceae).

## Loài
Chi Pseudoroegneria gồm các loài: